# مقبس خام
مقبس خام (بالإنجليزية: Raw Socket)‏ يستخدم هذا النوع من المقابس لإرسال حزمة معدلة داخل الشبكة
. في الوضع العادي عندما يتم إرسال أي بيانات عبر الشبكة، تقوم نواة نظام التشغيل باضافة بعض المعلومات إليها تسمى رأس البروتوكول TCP/ IP. لكن عندما نريد إنشاء بروتوكول لا يحتوي على معلومات الرأس سنحتاج إلى التعامل مع المقبس الخام.
في متصفح الويب عند طلب صفحة معينة، يمر هذا الطلب عبر العديد من البروتوكولات (بروتوكول نقل النص الفائق HTTP) يعتمد هذا البروتوكول على بروتوكل TCP المسؤول عن الإتصال، وهو كذلك يعتمد بروتوكل IP المسؤول عن العنونة داخل الشبكة. العملية تشبه التغليف لكن يتم إضافة معلومات (معلومات الرأس) عند كل طبقة. عندما نتعامل مع المقبس الخام سنستغني عن طبقة النقل و سنتعامل مع بروتوكول الإنترنات مباشرة.
المقبس= بروتوكول IP + بروتوكول TCP أو UDP + المعلومات التي تريد إرسالها.
المقبس الخام = بروتوكول IP + المعلومات التي تريد إرسالها.

## نظرة عامة
في المقابس القياسية، يتم نقل المعلومات وفقا لاختيار ميثاق طبقة النقل (مثل TCP، UDP). في المقابل، المقابس الخام غالبا ما تتلقى الحزم بما في ذلك معلومات رأس البروتوكول.
وتستخدم المقابس الخام في التطبيقات المتعلقة بالأمن مثل إن ماب، في حالة واحدة يمكن استخدامها هي إنشاء بروتوكولات جديدة لنقل البيانات. المقابس الخام تستعمل في بروتوكولات التوجيه مثل بروتوكول إدارة مجموعة الإنترنت (IGMP) بروتوكول فتح أقصر مسار أولا (OSPF)، وفي بروتوكول التحكم برسائل الإنترنت

## التطبيقات
يمكن البرمجة مع المقبس الخام في جميع الأنظمة التي تحتوي على واجهة برمجة التطبيقات API من بيركلي، لكن يتطلب
صلاحيات مستخدم الخارق (الجذر) لإجراء اتصال من هذا النوع. عند الكتابة إلى مآخذ الخام يمكنك التلاعب برأس
و هذا ما لا يمكن فعله عند استخدام طبقة بروتوكول TCP أو UDP.
يستخدم هذا النوع من الاتصال لمراقبة الشبكة أو لتنقيح عمل البروتوكولات الأخرى، إذا حددت بروتوكول معين يمكنك قراءة أي حزمة من الحزم التي تصل لهذا البروتوكول.